# Enrico Bovone
Enrico Bovone (Novi Ligure, 30 marzo 1946 – Sovicille, 2 maggio 2001) è stato un cestista italiano.

## Carriera
Iniziò a giocare nelle giovanili del Derthona Basket, nel 1960, chiamato da Nico Messina, che due anni dopo lo portò a Varese, dove proseguì la sua formazione. Spostato nelle serie minori alla Robur et Fides Varese, sotto la guida di Gianni Asti, la squadra varesina lo prestò alla Fortitudo Bologna per il suo esordio nella massima serie. Rientrato nella città lombarda, giocò due stagioni ma, con l'esordio del giovane Dino Meneghin, venne ceduto alla seconda squadra di Milano, la Pallacanestro Milano 1958, sponsorizzata "All'Onestà", in cambio di un compenso economico e della cessione di Aldo Ossola.
Giocò in Serie A fino al 1978-79, quando chiuse la carriera con la maglia della Mens Sana Siena. Segnò 4655 punti nella massima serie. Morì suicida nel maggio del 2001.

## Palmarès
- Coppa delle Coppe: 1

Pall. Varese: 1966-1967